# Ciudadanos
Ciudadanos (deutsch Bürger) ist eine spanische politische Partei, die 2006 als Regionalpartei in Barcelona gegründet wurde und seit 2015 in ganz Spanien politisch aktiv ist. Der vollständige Name der Gruppierung lautet offiziell Ciudadanos – Partido de la Ciudadanía (spanisch) und auf Katalanisch Ciutadans – Partit de la Ciutadania (deutsch Bürger – Partei der Bürgerschaft). Sie lässt sich im politischen Spektrum als liberale Mitte- und Mitte-rechts-Partei verorten.
Die Partei entstand als Gegenbewegung zum katalanischen Nationalismus und war während der ersten Jahre ihrer Existenz auf Katalonien beschränkt. Nach der Regionalwahl 2012 war sie zunächst mit neun Abgeordneten im katalanischen Parlament vertreten. Zu mehreren Wahlen im Jahr 2015 trat sie auch in anderen Teilen Spaniens an, darunter bei den nationalen Parlamentswahlen, und sorgte (neben der linken Partei Podemos) für eine gravierende Verschiebung der spanischen Parteienlandschaft. Ab 2020 brach jedoch der Rückhalt für Cuidadanos bei den Wählern ein; nach 2023 war die Partei in keinem Parlament mehr vertreten. Geführt wird die Partei seit 2023 von Jordi Cañas.

## Entstehung
Die Gründung der Partei stand im direkten Zusammenhang mit der Reform des katalanischen Autonomiestatuts, die von der damaligen Mitte-links-Regierung im Jahr 2005 eingeleitet wurde. Im Gegensatz zu diesem Reformprozess entstand aus Enttäuschung über die bestehenden politischen Parteien eine mit der heutigen Partei gleichnamige Bürgerbewegung. Manche Mitglieder dieser Bewegung, darunter der Theaterregisseur Albert Boadella, waren politisch gemäßigt links orientiert, stellten sich jedoch auch gegen die Abspaltungstendenzen innerhalb der katalanischen Politik, die sich im reformierten Autonomiestatut widerspiegeln würden. Da im regionalen Parteiensystem keine Entsprechung für diese Kombination an Einstellungen existierte, wurde nach der Verabschiedung des Statuts im Juli 2006 die Partei Ciudadanos – Partido de la Ciudadanía (Cs) gegründet. Bei der Gründung wurden die internen Organe festgelegt und Albert Rivera zum Präsidenten gewählt.
Im November 2006 berichtete die spanische Presse unter Berufung auf Parteidokumente des PP, dass Albert Rivera bis April 2006 Mitglied der Partido Popular gewesen sei, deren Jugendorganisation NNGG er 2002 beigetreten wäre. Ciudadanos dementierte diese Meldung: Rivera sei lediglich an Informationen über die Partei interessiert gewesen, weshalb er in den Akten der PP aufschien, ohne als Mitglied eingetreten zu sein. Die Nummer zwei der Partei Carina Mejías, Fraktionssprecherin und Kandidatin für das Bürgermeisteramt in Barcelona, war bereits seit 1989 Politikerin der Partido Popular u. a. als Fraktionssprecherin der Konservativen im katalanischen Parlament.

## Wahlergebnisse
Bereits einige Monate nach der Gründung konnte die Partei einen ersten Erfolg feiern. Bei der Wahl zum regionalen Parlament erreichte sie drei Prozent der Stimmen und zog mit drei Abgeordneten ins Parlament ein. Bei den Lokalwahlen im folgenden Jahr erhielt die Partei 67.298 Stimmen, was 2,35 % aller abgegebenen entsprach. Insgesamt stellte man in der folgenden Legislaturperiode 13 concejales (Gemeinderäte).
Im Jahr 2008 nahm Cs erstmals an einer nationalen Wahl teil. Bei den Parlamentswahlen erreichte sie allerdings nur 0,18 % der Stimmen und verpasste damit den Einzug in den Kongress deutlich. Selbst im Stammland Katalonien erreichte man nur 0,74 % der Stimmen.

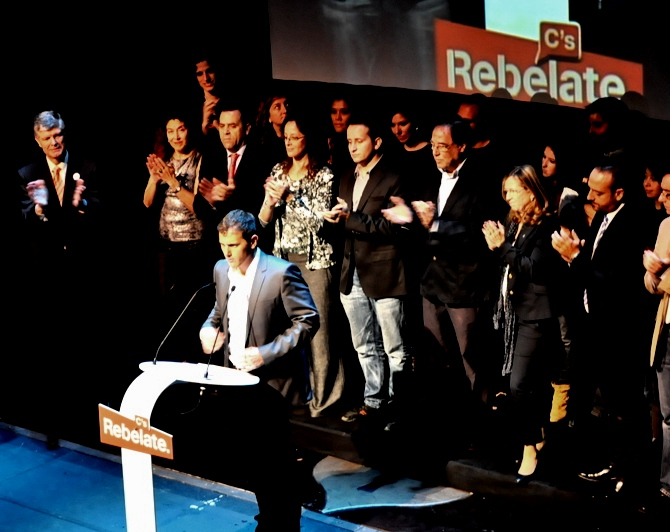
Der Parteivorsitzende Albert Rivera bei der Präsentation der Kampagne für die Parlamentswahlen in Katalonien 2010

Besser verlief die folgende Regionalwahl in Katalonien. Man konnte sich als parlamentarische Kraft konsolidieren, stellte wiederum drei Abgeordnete im Parlament und konnte an Stimmen sogar zulegen. Bei den folgenden Lokalwahlen verlor man hingegen an Stimmen, bei den nationalen Parlamentswahlen trat man 2011 gar nicht an.
Das bis dahin beste Ergebnis wurde bei der vorgezogenen nächsten Regionalwahl im November 2012 eingefahren. Der Stimmenanteil wurde als Gegenpositionierung zur umstrittenen Katalanischen Unabhängigkeitsbewegung mehr als verdoppelt und die Anzahl der Mandate sogar verdreifacht. Seitdem war man mit neun Abgeordneten im katalanischen Parlament vertreten. Das Ergebnis konnte bei der zum Plebiszit über den zukünftigen politischen Status Kataloniens ausgerufenen Regionalwahl 2015 noch einmal erheblich verbessert werden. Die Partei erreichte unter der Führung von Inés Arrimadas mit ihrer Ablehnung der Unabhängigkeitsbestrebungen 17,9 % der Stimmen und war danach mit 25 Abgeordneten hinter der separatistischen Einheitsliste Junts pel Sí die stärkste Oppositionspartei im katalanischen Parlament.
Mit dem Ergebnis von 2012 begann auch die Expansion der Partei in den Rest des Landes. Nachdem man auf europäischer Ebene 2009 als spanische Vertreterin der rechten Europapartei Libertas mit 0,14 % der Stimmen den Einzug ins Europaparlament noch deutlich verfehlt hatte, erreichte die Partei fünf Jahre später hingegen drei Prozent aller Stimmen und entsendete zwei Abgeordnete in das europäische Parlament. Diese beiden Parlamentarier, Juan Carlos Girauta und Javier Nart, schlossen sich der Fraktion ALDE an. 2014 gab man bekannt, dass man im folgenden Jahr erstmals bei den Lokal- und Regionalwahlen außerhalb Kataloniens sowie bei den nationalen Parlamentswahlen antreten würde. Anfang 2015 bestätigte die Partei Kandidaturen bei den Regionalwahlen in Andalusien, Aragón, Kastilien und León, Kastilien-La Mancha, Murcia, den Kanarischen Inseln, La Rioja und dem Baskenland sowie in 500 Gemeinden bei den Lokalwahlen desselben Jahres. Bei den Wahlen in Andalusien am 22. März 2015 erzielte die Partei 9,28 % und neun Mandate. Die Chancen für den erstmaligen Einzug in den Kongress standen entsprechend sehr gut; der Partei wurde in Prognosen vom Dezember 2015 mehrfach der dritt- bis zweithöchste Stimmenanteil aller Parteien vorhergesagt. Die Partei spricht insbesondere unzufriedene Wähler der konservativen Partido Popular an.
Bei den Regional- und Kommunalwahlen im Mai 2015 wurde Cs drittstärkste Partei und stellt seitdem in ganz Spanien mehr als 1500 concejales. Zudem gelang der Einzug in zwölf regionale Parlamente. Bei den nationalen Parlamentswahlen musste die Partei sich unter der Führung Albert Riveras mit dem vierten Platz und 13,93 % begnügen, zog aber dennoch mit einem Achtungserfolg erstmals in das Abgeordnetenhaus ein und nahm danach eine Schlüsselrolle bei der Regierungsbildung ein. Eine Unterstützung der Sozialisten scheiterte jedoch, da dazu noch Stimmen der Linksaußen-Partei Podemos nötig gewesen wären.
Aufgrund der inhaltlichen Nähe der Standpunkte beider Gruppierungen schlug die Partei bereits mehrmals vor, mit der UPyD in Form gemeinsamer Wahllisten zusammenzuarbeiten, um den Verlust von Stimmen, der bei der getrennten Kandidatur unweigerlich eintritt, zu vermeiden. Verhandlungen über die Erstellung gemeinsamer Listen für die Wahlen im Jahr 2015 scheiterten allerdings im Herbst 2014 aufgrund unterschiedlicher strategischer Auffassungen.
Nach der gescheiterten Regierungsbildung erreichte Ciudadanos bei den spanischen Parlamentswahlen 2016 einen praktisch identischen Stimmenanteil, verlor aber 8 Sitze auf 32 von 350 Sitzen. Nachdem Mariano Rajoy anders als bei der vorangegangenen Wahl den Auftrag zur Regierungsbildung vom König angenommen hatte, unterstützte die Partei dieses Mal die Konservativen, was nach langwierigen Vorgängen zur Wahl einer von den Sozialisten tolerierten konservativen Minderheitsregierung führte. Im katalanischen Parlament stellt die Partei seit der Regionalwahl 2017 die stärkste Fraktion und führt die Opposition an und ist seither das Sprachrohr der Unabhängigkeitsgegner in der Katalonien-Krise. Nach dem Misstrauensantrag gegen Rajoy im Juni 2018, den Cuidadanos nicht unterstützte, der aber zu der Minderheitsregierung der PSOE (mit Unterstützung von Podemos und den separatistischen baskischen und katalanischen Parteien) unter Pedro Sánchez führte, trat Ciudadanos für rasche Neuwahlen, vor Ablauf der Legislaturperiode, ein.
Bei den Wahlen vom 29. April 2019 für den Congreso de los Diputados erzielte die Partei ihre bisher besten Ergebnisse, weigerte sich aber eine Regierung der PSOE zu unterstützen; es erwies sich unmöglich, eine Regierungskoalition zu bilden, was zu den erneuten Wahlen vom 10. November 2019 führte, bei denen Cuidadanos erhebliche Verluste erlitt; diese führten zum Rücktritt des Parteigründers Albert Rivera. Bei den Wahlen zum neuen Parteivorsitzenden im März 2020 konnte sich Inés Arrimadas mit 77 % der Stimmen durchsetzen. Arrimadas wurde im Januar 2023 von Patricia Guasp als Parteivorsitzende abgelöst. Nachdem die Partei bei den Regional- und Kommunalwahlen vom 28. Mai 2023 schwere Verluste hinnehmen musste, gab der Parteivorstand bekannt, dass die Ciudadanos nicht zu den Parlamentswahlen im Juli 2023 antreten würden.

## Parteiprogramm
Die Partei teilt ihr Programm in vier Teilbereiche auf: Schutz der Grundrechte, Schutz sozialer Rechte und des Wohlfahrtsstaates, Schutz der regionalen Autonomie und der Einheit Europas sowie Schutz und Ausbau der Demokratie und Regeneration des politischen Lebens.

### Grundrechte
Grundlage des Programms in dieser Hinsicht ist die Verteidigung der geltenden Verfassung und der in ihr festgelegten Individualrechte. So soll beispielsweise die Sprachpolitik die Nutzung und den Erhalt sowohl der spanischen Sprache als auch der jeweiligen Regionalsprachen sicherstellen. Im Bildungsbereich sowie in staatlichen Medien sollen beide Sprachen gleichgestellt werden. Die Wahl, welche Sprache im Umgang mit Behörden genutzt wird, soll jeder Bürger selbst und frei treffen.

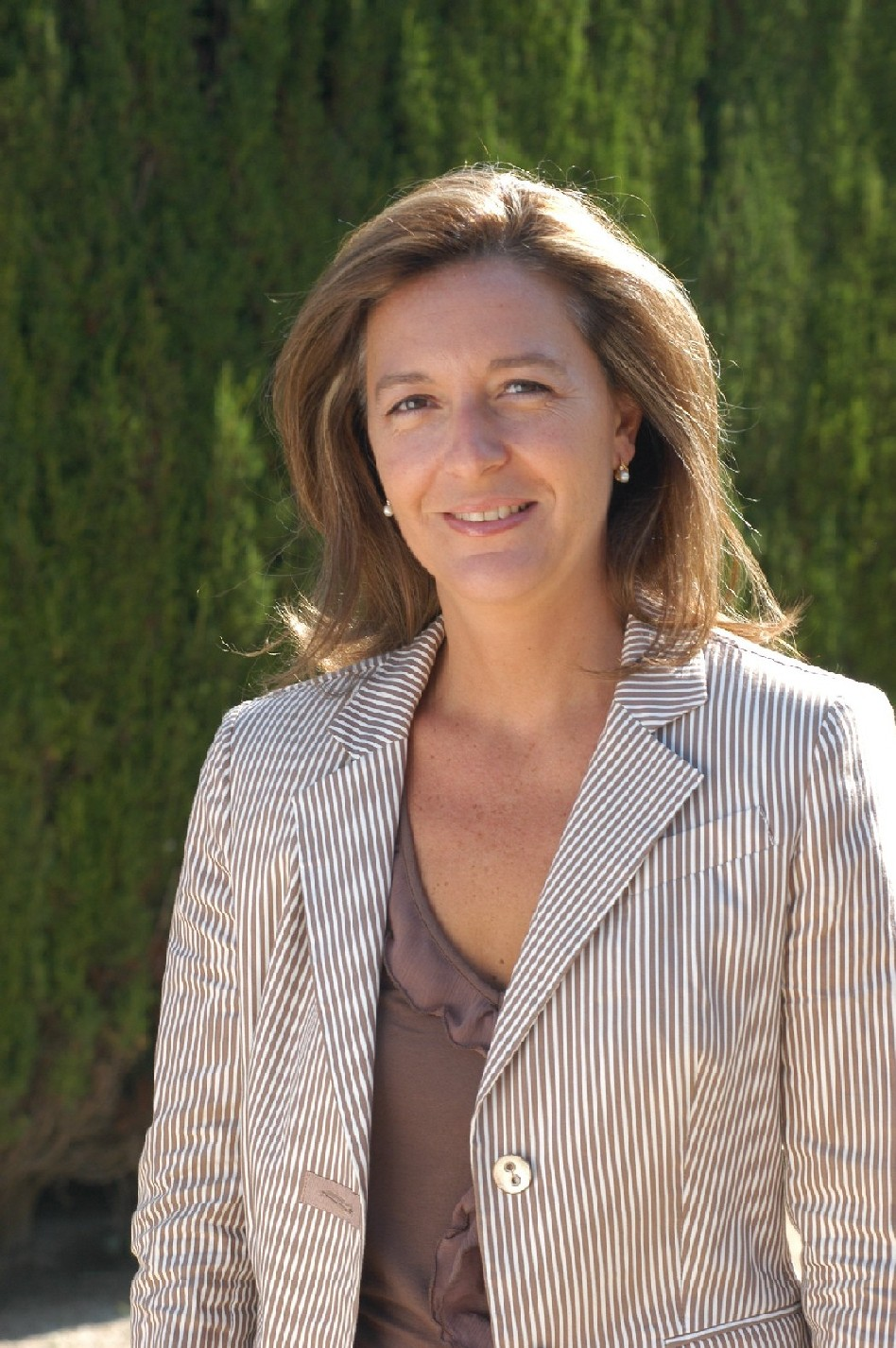
Carina Mejías, Sprecherin der Partei im katalanischen Parlament und Kandidatin für das Bürgermeisteramt in Barcelona

### Sozial- und Wirtschaftspolitik
Im Mittelpunkt des wirtschaftlichen Programms steht der Kampf gegen die Wirtschaftskrise. Um die Arbeitslosigkeit zu senken, schlägt die Partei vor, prekäre und befristete Arbeitsverhältnisse zu verbieten, sowie vor allem Langzeitarbeitslose durch Weiterbildungsmaßnahmen besser zu unterstützen. Betriebe, die Langzeitarbeitslose einstellen, sollen steuerlich begünstigt werden. Die Partei fordert zudem eine Vereinfachung und Senkung der Einkommensteuer, was sie mit einer Erhöhung der Körperschaftssteuer gegenfinanzieren will. Auch die Mehrwertsteuer soll gesenkt werden. Zur Reduzierung der Armut fordert sie eine staatliche Zusatzleistung für Löhne unterhalb des Existenzminimums, die Entschuldung von Individuen und Firmen soll zudem vereinfacht werden. Reformen im Bildungsbereich, der Abbau von Doppelgleisigkeiten in der Verwaltung sowie der Kampf gegen die Korruption werden zudem explizit als Maßnahmen angesehen, die wirtschaftliche Entwicklung voranzubringen.

### Autonomie
Die in der Verfassung nicht abschließend fixierte Kompetenzverteilung zwischen dem Zentralstaat und den autonomen Gemeinschaften soll endgültig und auf Basis von Gleichheit und Kooperation festgelegt werden. Der Senat, der bislang eine realpolitisch geringe Rolle spielt, soll zu einer Kammer direkter Interessensvertretung der Gemeinschaften auf staatlicher Ebene oder gänzlich abgeschafft werden. Ebenfalls wird eine Reform der Finanzierung der autonomen Gemeinschaften angestrebt; dazu gehört die Einführung der Steuerhoheit der autonomen Gemeinschaften bei einigen indirekten Steuern und die Abschaffung der Fueros genannten Sonderrechte des Baskenlands und Navarras.

### Demokratieausbau
Die Gruppierung fordert sowohl eine Reform der inneren Struktur der politischen Parteien als auch ihrer Finanzierung. Alle politischen Parteien sollen interne Vorwahlen abhalten, in denen die Parteimitglieder die Kandidaten auf den Wahllisten festlegen. Außerdem sollen Unvereinbarkeitsbestimmungen der Kandidaten für politische Ämter verschärft sowie die Transparenz der Parteistatuten und -ausgaben erhöht werden, um gegen Korruption vorzugehen. Parteien sollen sich aus diesem Grund auch neben der öffentlichen Parteienförderung nur mehr durch Spenden natürlicher Personen finanzieren können, die zudem höchstens 50.000 Euro betragen dürfen. Spenden durch juristische Personen sowie Kreditaufnahmen durch politische Parteien sollen verboten werden. Als weiterer Schritt zur Stärkung der Demokratie wird eine Entflechtung der Gewalten gefordert, vor allem die Unabhängigkeit der Justiz soll gestärkt werden.
Des Weiteren fordert die Partei eine Reform des Wahlsystems. Durch Einführung einer zusätzlichen Ebene sollen die Wahlergebnisse zum Kongress proportionaler werden und damit kleinere Parteien weniger stark benachteiligen. Wähler sollen zudem die Möglichkeit erhalten, die Reihenfolge der Kandidaten auf der Wahlliste mittels Vorzugsstimmen zu verändern.

## Ideologische Einordnung
Die Klassifizierung der Partei im klassischen Links-rechts-Schema gestaltet sich einigermaßen schwierig. Die Partei lehnt selbst die Einordnung in ein politisches Lager ab, definiert sich selbst allerdings als progressiv, demokratisch und konstitutionalistisch und lehnt Radikalismen aller Art ab. Hierfür hat sie im Juli 2018 auch eine Zusammenarbeit mit der deutschen FDP vereinbart. Wähler in Katalonien schätzen die Partei hingegen – vor dem Hintergrund der katalanischen Unabhängigkeitsbestrebungen – weit rechts der Mitte ein (7,5 auf der Skala 1 bis 10). Hierbei muss beachtet werden, dass „links“ in Katalonien häufig mit dem katalanischen Nationalismus assoziiert wird, während prospanische Positionen eher mit „rechts“ gleichgesetzt werden. Auch unter den Parteianhängern überwiegt die Einordnung als rechts (47 %) gegenüber der Klassifizierung als „Mitte“ (34 %) oder „links“ (19 %). Bei Umfragen im gesamten Staatsgebiet wird die erst seit kurzem auch landesweit präsente Partei von Wählern allerdings ziemlich genau in der Mitte des politischen Spektrums eingeordnet (5,14 auf der Skala von 1 bis 10), ebenso von Wählern in Andalusien (5,0 auf einer Skala von 0 bis 10).
Laut einer Studie des Meinungsforschungsinstituts GESOP (Gabinet d’Estudis Socials i Opinió Pública) sehen sich die Wähler der Partei selbst mehrheitlich (81 %) als politisch gemäßigt, mit einer leichten Tendenz zur politischen Linken. Gewählt wird die Partei außerdem eher von Männern (63 %) und von Menschen mit höherem formalen Bildungsgrad mittleren Alters.

## Kontroversen und Anfeindungen
Als eine Partei katalanischen Ursprungs mit einer strikt unionistischen Haltung, insbesondere einer scharfen Ablehnung der katalanischen Unabhängigkeitsbestrebungen, wird die Partei bzw. die vertretenen Positionen von separatistischen Gegnern oft als „faschistisch“ bezeichnet.
Die Partei geriet so in eine heftige Kontroverse, als sie zu einer spanisch-nationalistischen Großkundgebung in Barcelona aufrief. Am 12. Oktober 2013, dem spanischen Nationalfeiertag, nahmen Parteivertreter von Cs an einer Demonstration für die territoriale Einheit Spaniens teil. An der Großkundgebung waren am Rande auch rechtsextreme Gruppierungen wie Plataforma per Catalunya (PxC), Casal Tramuntana und die neofaschistische Falange Española beteiligt. Die Kontroverse um die Teilnahme gipfelte in einem Eklat im katalanischen Parlament. Als daraufhin ein Antrag zur Abstimmung stand, der die Verurteilung der franquistischen Diktatur vorsah, weigerten sich die Abgeordneten von Cs diesem zuzustimmen mit der Begründung, von politischen Gegnern keine Lektionen in Sachen Demokratie anzunehmen. Sie entzogen sich der Abstimmung, indem sie – wie die Abgeordneten der Volkspartei (PP) – geschlossen den Sitzungssaal verließen.
Insbesondere Inés Arrimadas, Fraktionsvorsitzende von Ciudadanos in Katalonien, ist wegen ihrer nicht-katalanischen Herkunft und ihrer politischen Positionen regelmäßig Gegenstand politischer Anfeindungen (Bezeichnung u. a. als „Verräterin“ und „Faschistin“) und frauenfeindlicher Beschimpfungen (etwa „billige Nutte“ durch einen Komiker des öffentlich-rechtlich katalanischen Senders TV3, Toni Albà, oder Aufruf zu ihrer Massenvergewaltigung auf Facebook); aufgrund der Anfeindungen steht sie seither unter ständigem Personenschutz.
Nach den Wahlen zum katalanischen Regionalparlament im Dezember 2017, aus denen Ciudadanos als stärkste Einzelpartei hervorging, die seither die Opposition gegen die separatistische Regionalregierung anführt, kam es zu einer Verschärfung der verbalen und tätlichen Angriffe auf die Partei und ihre Vertreter. Im Sommer 2018 setzte sich die Partei beispielsweise an die Spitze einer Bewegung, die separatistische Symbole, insbesondere „gelbe Schleifen“, aus dem öffentlichen Raum zu entfernen versuchte. Dies führte zu eskalierendem Streit, der oft auch in Handgreiflichkeiten und Gewalt endete.

## Struktur und Finanzierung
Das höchste Organ der Partei ist die Vollversammlung (Asamblea General) der Mitglieder. Diese wählt die Mitglieder des Generalrats (Consejo General), des Exekutivkomitees (Comité Ejecutivo) und der Garantiekommission (Comisión de Garantías). Der Generalrat besteht aus bis zu siebzig Mitgliedern und bestimmt die Politik der Partei innerhalb der Grundlinien, die von den Beschlüssen der Generalversammlung vorgegeben werden. Geleitet wird der Generalrat vom Parteivorsitzenden (Presidente) und unterteilt sich wiederum in verschiedene Kommissionen, wie beispielsweise die Comisión de Control Económico y Transparencia, die für die Kontrolle der Ausgaben zuständig ist. Umgesetzt wird die Politik vom Exekutivkomitee, das aus 20 bis 40 Mitgliedern besteht. Die Garantiekommission wiederum ist dafür verantwortlich, dass die Parteiarbeit demokratisch verläuft und die Rechte der Mitglieder eingehalten werden.
Auf lokaler Ebene ist die Partei in Gruppen (Agrupaciones), Subkomitees (Subcomité Territorial), die aus mehreren Gruppen bestehen, und Autonome Komitees (Comité Territorial Autonómico), die mehrere Subkomitees zusammenfassen, gegliedert. Sämtliche Stellen in der Partei werden direkt von den Mitgliedern in geheimer Wahl gewählt.
Besonderen Wert legt die Partei auf Kampagnen in sozialen Medien, auch aufgrund mangelnder Mittel für klassische Formen politischer Agitation. Freiwillige werden für die Arbeit in sozialen Medien geschult, wobei man sich an der Wahlkampfführung von Barack Obama orientiert. Alle ihre Kandidaten müssen zudem eigene Kanäle in sozialen Medien freischalten und regelmäßig benutzen. Dementsprechend lautet einer der Slogans der Partei Hacemos política 2.0 (deutsch Wir machen Politik 2.0). Dies dient nicht nur der Verbreitung politischer Botschaften, Wähler können dadurch auch leichter an der Politik der Partei teilnehmen. Um die Partizipation potenziell Interessierter weiter zu erleichtern, schuf die Partei neben dem Status als Mitglied auch die Möglichkeit, sich als Sympathisant (Simpatizante) zu registrieren. Diese haben allerdings kein Wahlrecht bei internen Wahlgängen.
Die Partei finanziert sich hauptsächlich aus der öffentlichen Parteienförderung, die etwa 80 % der Einnahmen ausmachen. Weitere Einnahmequellen sind Mitgliedsbeiträge (15 %) und Zahlungen ihrer Amtsträger, die einen Teil ihres Gehalts an die Partei abgeben (5 %). Dieser Beitrag beträgt 10 % des Nettoeinkommens, das dem jeweiligen Amtsträger im Rahmen seiner Tätigkeit bezahlt wird. Einnahmen in Höhe von 1.486.108 Euro standen im Jahr 2014 Ausgaben von 1.377.672 Euro gegenüber.
Trotz des Bekenntnisses der Partei zur Offenlegung der Finanzierung bewertete Transparency International Spanien ihre Transparenz im Jahr 2014 nur niedrig. Die NGO bemängelte unter anderem die mangelnde Detaillierung der Kosten sowie fehlende Auskünfte über interne Kontrollen der Ausgaben. In einem späteren Transparenzranking erhielt die Partei von derselben Organisation im April 2015 jedoch die höchstmögliche Punktezahl, wie sonst nur PSOE und UPyD.

## Wahlergebnisse
| Jahr        | Stimmen   | Anteil | Mandate | Platz |
| ----------- | --------- | ------ | ------- | ----- |
| 2008        | 46.313    | 0,2 %  | 0/350   | 13.   |
| 2011        | —         | —      | 0/350   | —     |
| 2015        | 3.514.528 | 13,9 % | 40/350  | 4.    |
| 2016        | 3.141.570 | 13,1 % | 32/350  | 4.    |
| 2019 (Apr.) | 4.155.665 | 15,9 % | 57/350  | 3.    |
| 2019 (Nov.) | 1.650.318 | 6,8 %  | 10/350  | 6.    |

| Jahr | Stimmen   | Anteil | Mandate | Platz |
| ---- | --------- | ------ | ------- | ----- |
| 2014 | 497.146   | 3,2 %  | 2/54    | 8.    |
| 2019 | 2.731.825 | 12,2 % | 7/54    | 3.    |

| Jahr | Stimmen   | Anteil  | Mandate | Platz |
| ---- | --------- | ------- | ------- | ----- |
| 2012 | 274.925   | 7,58 %  | 9/135   | 6.    |
| 2015 | 734.910   | 17,93 % | 25/135  | 2.    |
| 2017 | 1.109.732 | 25,35 % | 36/135  | 1.    |
| 2021 | 157.903   | 5,57 %  | 6/135   | 7.    |
| 2024 | 22.481    | 0,72 %  | 0/135   | 10.   |